# Пейнтер, Теофилус
Теофилус Пейнтер (англ. Theophilus Shickel Painter; 22 августа 1889, Сейлем, Вирджиния, США — 5 октября 1969, Форт-Стоктон, Техас, США) — американский зоолог и цитогенетик, член Национальной АН США.

## Биография
Родился Теофилус Пейнтер 22 августа 1889 года в Сейлеме в религиозной семье преподавателя английской филологии колледжа Роанок. Теофилус Пейнтер с детства был очень серьёзно болен, поэтому был вынужден находиться на домашнем обучении. После получения аттестата зрелости, отец впервые вывел своего сына в свет — тот стал студентом колледжа Роанок по курсу физики и химии и вскоре окончил его. Определив изучение химии, как своё жизненное призвание, он в 1908 году становится студентом Йельского университета, и в 1909 году он его оканчивает. В 1914 году возвращается вновь туда в качестве научного сотрудника и проработал вплоть до 1916 года. Дальнейшая жизнь Теофилуса Пейнтера будет связана с Техасом и одноимённым университетом, где он работал с 1916 по 1922 год в качестве научного сотрудника, с 1922 по 1946 год занимал должность профессора, с 1946 по 1952 год находился в должности президента, а с 1952 по 1966 год вновь становится научным сотрудником. С 1966 года — на пенсии.
Скончался Теофилус Пейнтер 5 октября 1969 года в Форт-Стоктоне.

## Научные работы
Основные научные работы посвящены цитогенетике человека и животных.
- Исследовал гетерохроматиновые районы хромосом, синтез РНК в хромосомных пуфах.
- На основании новой техники исследования кариотипа, показал возможность выявления связи хромосомных аберраций с наследственными болезнями.
- Одним из первых провёл анализ хромосом человека.
- Проводил цитогенетическое изучение хромосом в сопоставлении с хромосомными картами.
- 1933 — Установил, что структура гигантских хромосом слюнных желёз дрозофилы отражает появление различных мутаций.

## Список использованной литературы
- Биологи. Биографический справочник.— Киев: Наук. думка, 1984.— 816 с.: ил